# Asplenium divergens
Asplenium divergens là một loài thực vật có mạch trong họ Aspleniaceae. Loài này được Mett. ex Baker miêu tả khoa học đầu tiên năm 1870.

## Hình ảnh

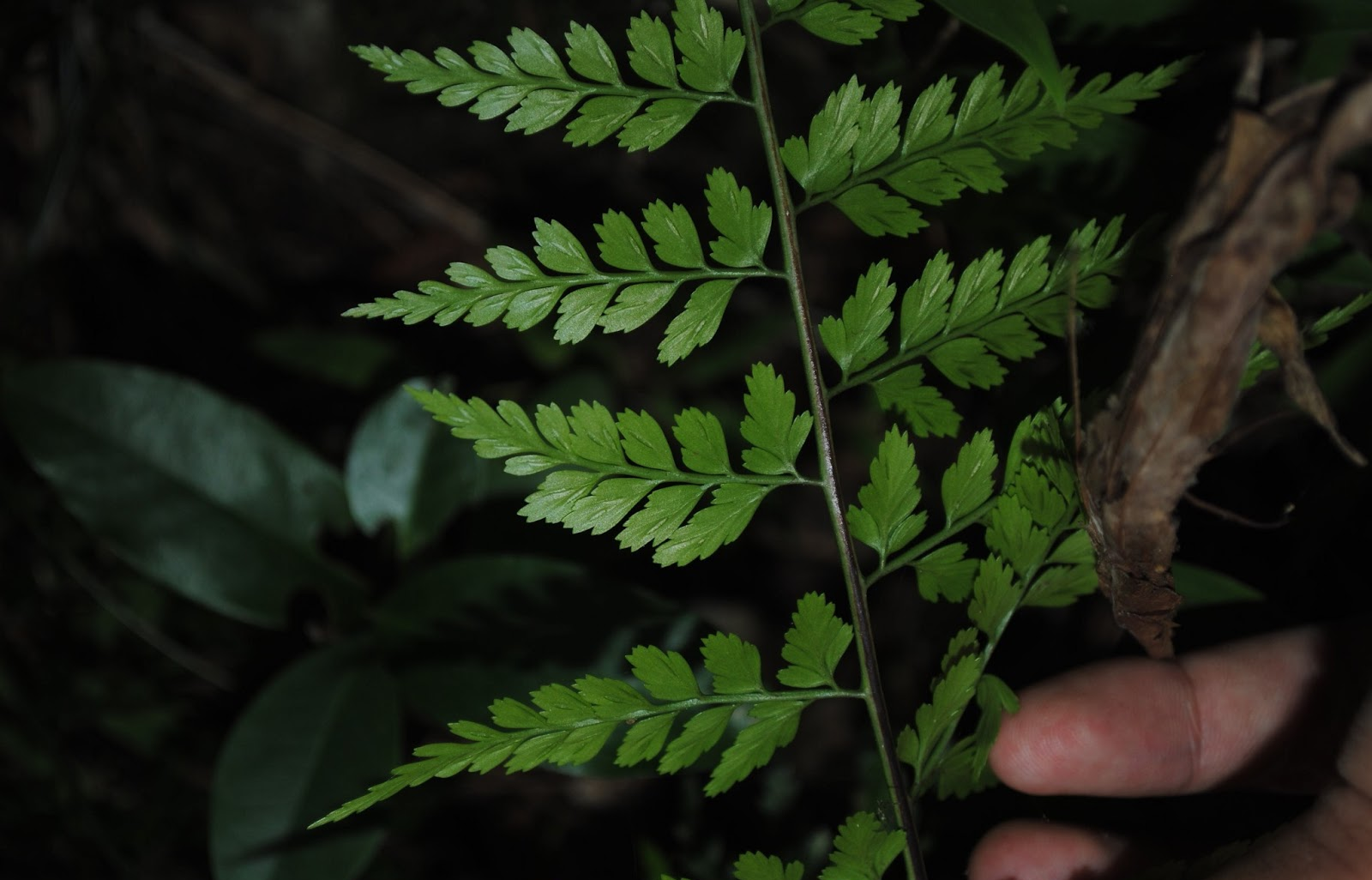
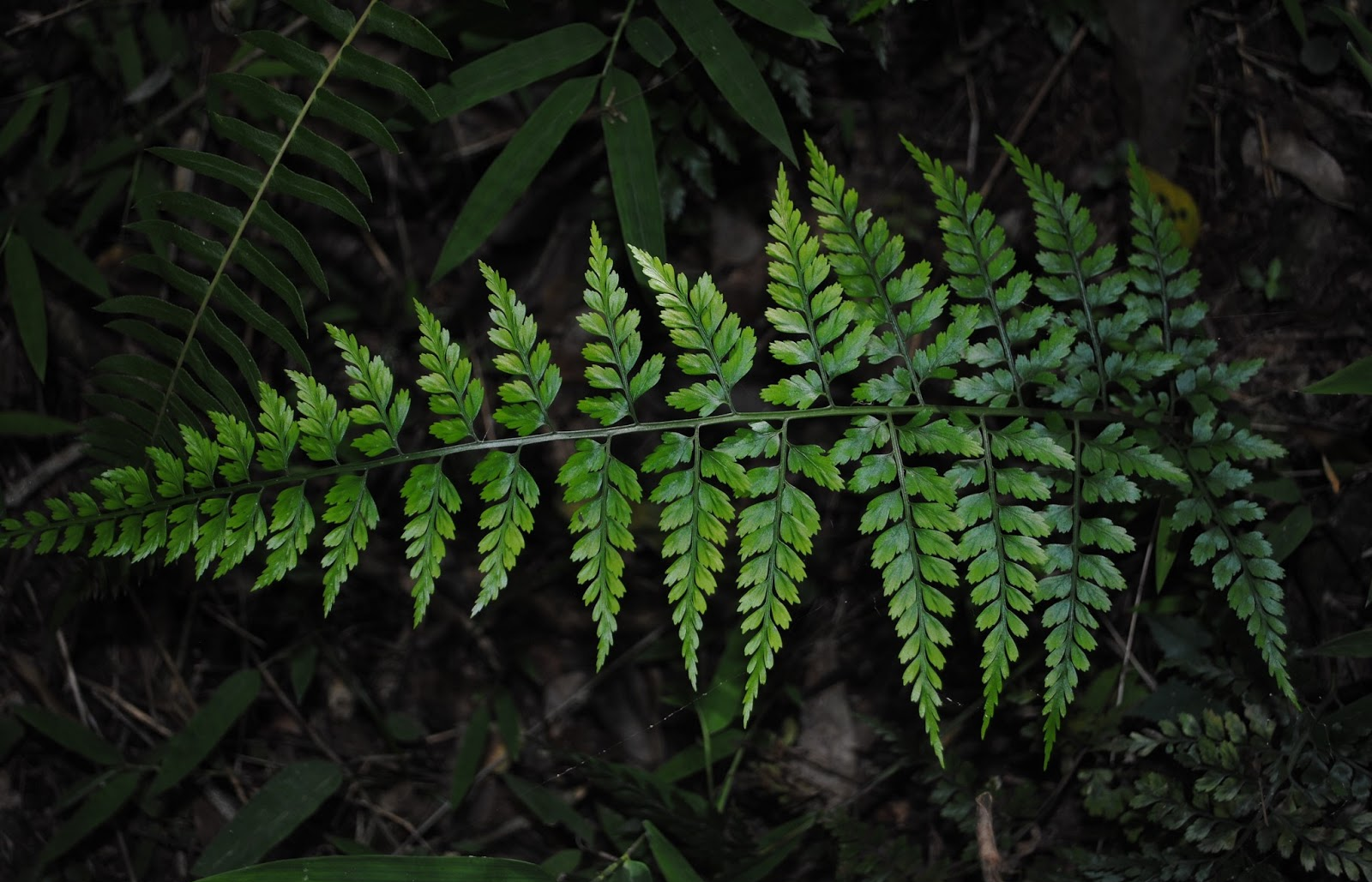